# Пенг Шуај
Пенг Шуај (традиционални кинески: 彭帅; пинјин: Péng Shuài; Сјангтан, рођена 8. јануара 1986) кинеска је тенисерка.

## Каријера
Била је на првом месту ВТА листе у конкуренцији парова у фебруару 2014, прва Кинескиња која је била на врху листе. У августу 2011. године достигла је 14. место на листи у појединачној конкуренцији. Пенг је освојила два турнира појединачно и 23 у конкуренцији парова. Освојила је златну медаљу на Азијским играма 2010. године победивши Акгул Аманмурадову у финалу. Победила је заједно са Сје Су-веј на Вимблдону 2013, ВТА првенство 2013. и Отворено првенство Француске 2014. године. Најбољи наступ на гренд слем турниру у синглу забележила је на Ју Ес Опену 2014, када је стигла до полуфинала. Постала је трећа кинеска тенисерка у историји која се пласирала у полуфинале, након Џенг Ђе и Ли На.
У каријери је победила многе тенисерке из ТОП 10, неке од њих су: Анастасија Мискина, Јелена Дементјева, Ким Клајстерс, Амели Моресмо, Франческа Скјавоне, Јеленa Јанковић, Агњешка Радвањска и Вера Звонарјова.

## Гренд слем финала

### Парови: 3 (2:1)
| Исход  | Година | Турнир           | Подлога | Партнерка         | Противнице                          | Резултат         |
| Победа | 2013   | Вимблдон         | Трава   | Сје Су-веј        | Ешли Барти Кејси Делаква            | 7:6 (1), 6:1     |
| Победа | 2014   | Ролан Гарос      | Шљака   | Сје Су-веј        | Сара Ерани Роберта Винчи            | 6:4, 6:1         |
| Финале | 2017   | Аустралијан опен | Бетон   | Андреа Хлавачкова | Бетани Матек Сандс Луција Шафаржова | 7:6(4), 3:6, 3:6 |